# Senyoria de Mondoubleau
Mondoubleau fou una important senyoria del Comtat de Vendôme, centrada al castell de Mondoubleau.
Hug Doubleau I (mort vers 1040) fou el primer senyor; era de la família de Fulcard (el primer vescomte de Vendôme) i tenia terres pròpies; la seva esposa Adela va deixar la major part del seu dot als fills del seu primer matrimoni. Hug era vassall del comte Eudes II de Blois sota l'autorització del qual va construir el castell. Vers el 1044, després de la batalla de Saint-Martin-le-Beau en què les forces d'Anjou van vèncer les de Blois, el feu va passar al comtat de Vendôme sota Jofré I Martel (1032-1056) comte d'Anjou (1040-1060). Hug va tenir per successor al seu fill Eudes (assassinat vers 1056 quan tornava d'una peregrinació a Roma) pare d'Hug Doubleau III que va seguir sota tutela d'un oncle, Hug l'Ardiaca conegut com a Hug II. Va morir vers 1065 i encara que havia tingut un fill, Herbert, ja havia mort i el va succeir la germana Helvisa I.
Helvisa I es va casar amb Payen de Fréteval (mort el 1044 quan intentava recuperar el castell de Fréteval, ocupat pels angevins un any abans) i fou la mare d'Hildebert Payen que va romandre a la senyoria. Helvisa es va casar en segones noces amb Hamelí de Langeais, amb el que va tenir diversos fills. Hamelí fou regent de Mondoubleau en nom de la seva dona i va morir vers 1108.
Hildebert va esdevenir senyor vers 1075, i va morir vers 1110. A la mort de Guillem el Conqueridor (1087) va refusar fer homenatge al duc de Normandia i comte del Maine i això va portar una guerra fins que finalment va acabar amb un tractat de pau. Més tard Mondoubleau fou conquerida per Elies de la Fleche però aquest fou fet presoner el 28 d'abril de 1098 per Robert de Belleme lloctinent del Maine per compte del rei d'Anglaterra; Folc d'Anjou fou també derrotat per Robert de Belleme. Hildebert era llavors fidels del rei d'Anglaterra; fou excomunicat pel bisbe de Mans Hoel el 1093 (fins al 1096).
A la seva mort el 1110 el va succeir la seva filla Helvisa II casada amb Jofré IV vescomte de Châteaudun, que va adquirir la senyoria i la va tenir durant 200 anys. Jofré va morir després de tornar de la Croada el 1140.
Dos-cents anys després la senyoria es va separar amb Joana d'Amboise, filla d'Ingelger I d'Amboise (senyor d'Amboise, Bléré i Montrichard) i de Maria de Dampierre-Flandes vescomtessa de Chateaudun i senyora de Mondoubleau i Nesle (1355). Es va casar amb Carles de Trie, comte de Dammartin que fou fet presoner a la batalla de Poitiers del 1356. No van tenir fills i els va succeir la filla Joana II (Joana de Trie) que el 1381 es va casar amb Jaume de Vienne; va morir sense fill el 1383 i la va succeir la seva germana Blanca casada amb Carles Bureau de La Rivière, primer camarlenc dels reis Carles V i Carles VI de França que va esdevenir tanmateix comte de Dammartin pel dret de la seva dona.
Vers el 1400 Blanca i Carles van vendre la senyoria a Hervé de Mauny senyor de Torigny però l'acord no es va completar i la venda es va fer finalment el 1406 a Lluís de Borbó comte de Vendôme. Va passar a la casa de Borbó-Vendôme duran dos-cents anys fins que Enric de Borbó-Vendôme va pujar al tron de França com Enric IV de França i va aportar la senyoria als dominis de la corona.